# Mobile Vikings
Mobile Vikings – wirtualny operator telefonii komórkowej założony w 2008 roku, rozpoczął świadczenie usług w styczniu 2009 roku. Prowadzi działalność w Belgii i w Polsce, a do 30 listopada 2015 r. działał również w Holandii.
W Polsce Mobile Vikings rozpoczął działalność 4 grudnia 2013 roku. Sieć korzysta z infrastruktury P4 (Play). Operator świadczy usługi na zasadach prepaid. W roku 2024, po 10 latach działania, sieć miała ponad 100 tys. klientów w Polsce.
| Nazwa    | GB     | GB w UE  | Rozmowy              | SMS                  | Kumulacja GB | Cena  |
| -------- | ------ | -------- | -------------------- | -------------------- | ------------ | ----- |
| Zefir    | 30 GB  | 7,27 GB  | Bez limitu (PL + UE) | Bez limitu (PL + UE) | Tak          | 25 zł |
| Fala     | 80 GB  | 8,72 GB  | Bez limitu (PL + UE) | Bez limitu (PL + UE) | Tak          | 30 zł |
| Sztorm   | 120 GB | 10,17 GB | Bez limitu (PL + UE) | Bez limitu (PL + UE) | Tak          | 35 zł |
| Valhalla | 180 GB | 13,08 GB | Bez limitu (PL + UE) | Bez limitu (PL + UE) | Tak          | 45 zł |